# Arlie Russell Hochschild
Arlie Russell Hochschild (née le 15 janvier 1940) est une sociologue américaine. Elle définit le concept de travail émotionnel et met en évidence la place des femmes dans les métiers du soin et des services. Elle ouvre la voie de la sociologie des émotions.

## Biographie
Fille de diplomates, Arlie Russell Hochschild est fascinée très tôt par les limites que les gens tracent entre l’expérience intime et l’apparence. Elle explique ainsi dans la préface de son livre, The Managed Heart: The Commercialization of Human Feeling : « Je me suis fréquemment retrouvée à faire passer un bol de cacahuètes parmi les invités souriants de mes parents – les sourires diplomatiques peuvent changer d’aspect selon s’ils sont vus d’en-dessous ou de face. J’écoutais ensuite ma mère et mon père interpréter différents gestes. Le sourire pincé de l’émissaire bulgare, le sourire évocateur du consul chinois… J’appris que des messages se transmettaient non seulement de personne à personne mais de Sofia à Washington, de Pékin à Paris et de Paris à Washington. Avais-je passé les cacahuètes à une personne, me demandais-je, ou à un acteur ? Où finit la personne, où commence l'acteur ? Comment la personnalité d'un être et le rôle qu'il endosse s'articulent-ils, quel rapport existe-t-il entre eux ?»
Arlie Russell Hochschild réussit ensuite son master et son doctorat à l’Université de Californie à Berkeley, où elle devient professeure de sociologie. Arlie Russell Hochschild et l’écrivain Adam Hochschild ont deux enfants qu'ils élèvent. 
Durant ses études, elle lit l’œuvre de Charles Wright Mills, sociologue américain spécialiste des élites américaines. Dans Les Cols blancs (en) (1951), Mills soutient que nous « vendons notre personnalité ». Cela fait écho à ce que pense Arlie Russell Hochschild, mais elle estime que cela n’est pas suffisant. Elle écrit ainsi : « Mills semblait supposer qu’il suffit d’avoir une personnalité pour pouvoir la vendre. Pourtant, le simple fait d’avoir une personnalité ne fait pas de quelqu’un un diplomate, non plus qu’avoir des muscles fait de quelqu’un un athlète. Restait à découvrir que l'objet ici vendu et acheté consistait en un travail émotionnel actif. Or celui-ci me paraissait pris dans un système émotionnel complexe et invisible – composé d’actes propres au « travail émotionnel », de « règles sentimentales » socialement définies, et d’une grande variété d’échanges entre les gens dans la vie privée et dans la vie publique ».

## Travail émotionnel
Arlie Russell Hochschild part de la thèse que l’émotion et le sentiment (joie, tristesse, colère, allégresse, jalousie, envie, désespoir) est, dans une large mesure, un fait social. Selon elle, chaque culture inculque des prototypes de sentiments qui, à la manière des différentes touches d’un piano, nous accordent sur certaines notes intérieures. Elle prend pour exemple les Tahitiens, qui n’ont qu’un mot, « malade », pour ce qui correspond dans d’autres cultures à des émotions aussi variées que l’ennui, la dépression, le chagrin ou la tristesse.
La culture guide le processus de reconnaissance d’un sentiment en nous suggérant ce que l’on peut ressentir. Dans The Managed Heart, Arlie Russell Hochschild cite par exemple l’écrivain tchèque Milan Kundera, qui note que le mot tchèque « litost » décrit un désir indéfinissable, teinté de remords et de chagrin – une constellation de sentiments sans équivalent dans aucun autre langage. Ce n’est pas que tous ceux qui ne sont pas Tchèques ne peuvent pas ressentir ce « litost », c’est juste qu’ils ne sont pas encouragés à l’externaliser et à l’affirmer de la même manière, au lieu de l’ignorer ou de le supprimer. Toujours dans The Managed Heart, Arlie Russell Hochschild affirme qu’indépendamment de ce que nous pensons qu’est un sentiment, nous avons l’idée de ce qu’un sentiment devrait être. On dit par exemple « Tu devrais être ravi d’avoir gagné le trophée », ou « Tu devrais être furieux de ce qu’il a fait ». On évalue l’adéquation entre le sentiment et le contexte à la lumière de ce qu’elle appelle des « règles sentimentales », elles-mêmes profondément ancrées dans notre culture. C'est en fonction d'elle que chacun tente de s’accommoder de ses sentiments, et essaie d’être joyeux lors d’une fête, ou accablé de chagrin à un enterrement. Sous tous ces rapports – notre expérience de l’interaction, notre définition du sentiment, notre appréciation et notre gestion de celui-ci –, le sentiment est social.
Cette découverte mène Arlie Russell Hochschild à proposer l’idée d’un « travail émotionnel » : l’effort fait par chacun pour tenter de ressentir réellement le sentiment « adéquat », et pour essayer d’entraîner le même sentiment « adéquat » chez les autres. Dans The Managed Heart, elle montre que les agents aériens sont entraînés à gérer à la fois la peur des turbulences chez les passagers et leur propre énervement face à des passagers grincheux ou grossiers. Elle illustre le processus par lequel les agents de recouvrement sont entraînés à refréner leur compassion ou leur sympathie pour les débiteurs. À mesure que le nombre d’emplois dans les services augmente, la quantité de travail émotionnel fournie augmente également.

## Place des femmes dans les métiers de service à la personne et du soin
En 2017, Le prix des sentiments est réédité en français. 70 % des femmes trouvent leur emploi dans les entreprises de services et du soin. Cependant, les femmes restent assignées à des tâches subalternes. Ces métiers présupposent des qualités féminines. Se mettre au service de l'autre requiert une disponibilité permanente et affecte la vie personnelle de la personne dans la mesure où celle-ci est en contact avec les colères, les angoisses et le corps de l'autre. De plus, les personnes reçoivent des injonctions managériales de type «Recevez le client comme s’il est votre invité». Aux États-Unis, les femmes occupent davantage des postes à charge émotionnelle que les hommes. Arlie Russell Hochschild donne quatre explications à ce constat. L'éducation des filles pour la gestion des émotions est différent de celle des garçons. Les femmes s'arment moins de bouclier efficace contre les sentiments déplacés pouvant être exprimés envers elle. Elles font plus souvent l'objet de paroles ou gestes déplacés. En assurant la charge des enfants, les femmes ont une plus grande habitude de travail impliquant des relations à l'autre . Et la quatrième raison est liée au statut socio-économique des femmes, plus fragile que celui des hommes.

## Publications
- Strangers in their own land: Anger and Mourning on the American Right, New York, The New Press, 2016  (ISBN 978-1-62097-225-0).
- The Outsourced Self: Intimate Life in Market Times, New York, Metropolitan Books, 2012  (ISBN 978-0-8050-8889-2).
- Global woman : nannies, maids, and sex workers in the new economy, Barbara Ehrenreich et Arlie Russell Hochschild, éd., New York, Metropolitan books, 2003  (ISBN 978-0-8050-7509-0).
- The Commercialization of Intimate Life: Notes From Home And Work, San Francisco et Los Angeles, University of California Press, 2003  (ISBN 9780520214880).
- The Time Bind: When Work Becomes Home and Home Becomes Work, New York, Metropolitan/Holt, 1997.
- The Second Shift: Working Parents and the Revolution at Home, avec Anne Machung, New York, Avon books, 1990.
- The Managed Heart: The Commercialization of Human Feeling, Berkeley, The University of California Press, 1983.
- The Unexpected Community, Englewood Cliffs, New Jersey, Prentice-Hall, 1973.

### En français
- (avec Joan Tronto et Carol Gilligan) Contre l'indifférence des privilégiés. À quoi sert le care, Paris, Payot, 2013.
- Le prix des sentiments. Au cœur du travail émotionnel, Paris, La Découverte, 2017 (traduction de The Managed Heart).

## Prix et distinctions
- 2012, Best Books, pour The Outsourced Self: Intimate Life in Market Times,  Publishers Weekly
- Jessie Bernard Award, l’Association américaine de sociologie pour son « génie inventif dans la formulation de d’idées et de questions perspicaces, et dans l'appréhension de concepts originaux, définis en quelques mots limpides ».